# Kuroishi
Kuroishi (黒石市; Kuroishi-shi) és una ciutat del Japó situada a la prefectura d'Aomori.